# Armada de Blainville-Boisbriand
Die Armada de Blainville-Boisbriand sind eine kanadische Eishockeymannschaft aus Boisbriand in der Provinz Québec. Das Team spielt seit 2011 in einer der drei höchsten kanadischen Junioren-Eishockeyligen, der LHJMQ.

## Geschichte
Der Club de hockey junior de Montréal wurden im Anschluss an die Saison 2010/11 nach Boisbriand umgesiedelt und in Armada de Blainville-Boisbriand umbenannt. Als erster Trainer und General Manager wurde der Kanadier Pascal Vincent verpflichtet, der das Team allerdings kurze Zeit später Richtung Winnipeg Jets verließ. Als dessen Nachfolger für die Position des Cheftrainers wurde Anfang August Jean-François Houle verpflichtet. Zu den Minderheitsaktionären der neuen Mannschaft gehören unter anderem die NHL-Spieler Daniel Brière, Ian Laperrière und Jean-Sébastien Giguère.